# José Luiz Rodrigues
José Luiz Rodrigues (Cuparaque, em 02 de setembro de 1969), conhecido como Zé Luiz, formado em História pelo Centro Universitário de Formiga (1996), é professor, sindicalista e ativista racial. Atualmente é diretor do Sindicato Único dos Trabalhadores de Minas Gerais (Sind-UTE/MG), presidente do Conselho Municipal de Educação de Betim, coordenador do Coletivo de Combate ao Racismo - Carolina Maria de Jesus. Membro do Coletivo Antirracismo Dalvani Lelis e coordenador da Articulação dos Movimentos Sociais de Betim/MG.

## Atuação sindical

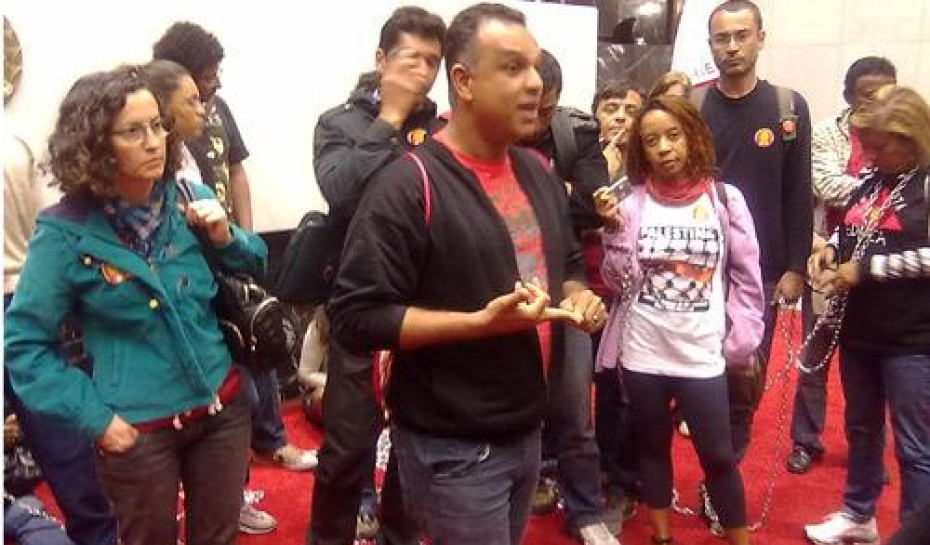
Professores acampados no plenário da Assembleia Legislativa fazem greve de fome, foto do dia 27 de setembro de 2011.

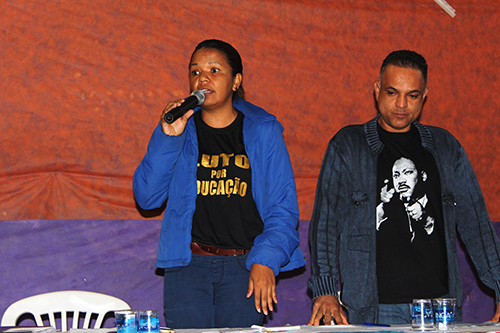
Assembleia convocada e coordenada pela direção estadual do Sindicato Único dos Trabalhadores em Educação de Minas, em 17 de fevereiro de 2014.

Em 2006 foi escolhido como membro do Conselho Municipal de Educação (CME) de Juatuba, onde permaneceu até o ano de 2011. Atuou como presidente do Fundo de Manutenção e Desenvolvimento da Educação Básica e de Valorização dos Profissionais da Educação (FUNDEB) ainda como membro do CME em Juatuba. Ocupando o cargo de  diretor da subsede do Sind-UTE de Betim de 2000 a 2006. Em 2010 foi eleito diretor estadual do Sind-UTE/MG.
Em 2011 liderou uma greve de 112 dias, pela suspensão do Projeto de Lei 2.355/11, que previa mudanças na política salarial dos servidores da educação do estado de Minas Gerais, na mesma ocasião os líderes sindicalistas acamparam na Assembléia Legislativa de Minas Gerais e realizaram greve de fome.
"Dos 38 grevistas que estão no plenário, 15 também permanecem acorrentados uns aos outros. Conforme José Luiz Rodrigues, todos só sairão do plenário após o Governo de Minas aceitar reabrir as negociações com a categoria, que está de braços cruzados há exatos 113 dias."
A greve dos trabalhadores da rede municipal de ensino de Betim em 2014, iniciada no dia 15 de abril do mesmo ano durou mais de 20 dias.

Em 2021 em plena segunda onda da Covid-19, a prefeitura de Sarzedo determina retorno de servidores às atividades presenciais, Zé Luiz protocola denúncia ao Ministério Público do Trabalho, relatando a falta de hospital e com taxa de 100% dos leitos ocupados na unidade de pronto atendimento. 

## Atuação política
Em 2020 estreou como candidato a vereador na cidade de Betim pelo Partido dos Trabalhadores. Obteve 1.726 votos, correspondendo a 0,84% do eleitorado, não foi eleito, sendo o segundo mais votado do partido.